# Mantra Films
Mantra Films Inc, o Mantra Entertainment, fue una productora estadounidense de pornografía softcore creada por Joe Francis, principalmente para la producción y distribución de las franquicias Girls Gone Wild y Guys Gone Wild.

## Historia y organización
La empresa era conocida como Fall Line Entertainment. Además de Girls Gone Wild, la empresa también produjo la serie Banned from Television en 1998, con escenas de violencia crudas, sin censura y gráficas captadas por las cámaras. La empresa también produce versiones "sin censura" de reality shows de citas como Blind Date y The Fifth Wheel, en los que aparecen numerosos desnudos (en su mayoría femeninos) y contenidos sexuales que no pueden emitirse en la televisión convencional.
La empresa se basaba en un modelo de negocio consistente en conseguir que mujeres jóvenes desnuden sus pechos ante la cámara a cambio de una camiseta, para luego vender los vídeos resultantes directamente al consumidor. En los inicios de su empresa, Francis obtenía estas imágenes de terceros, y algunos camarógrafos que vendían las imágenes a Francis no obtenían la autorización de las personas filmadas. Esto dio lugar a demandas, una de las cuales se resolvió por 10 000 dólares. En la actualidad, los vídeos, que se venden por tan sólo 9,99 dólares cada uno, contribuyen a una cifra total de ventas de 40 millones de dólares al año para Mantra Films, Inc.

## Cuestiones legales
En enero de 2001, un jurado de Los Ángeles (California) declaró a Francis responsable de apropiación indebida de la idea de Banned from Television, una serie de cintas de vídeo extremas que precedieron a Girls Gone Wild y fueron distribuidas por Mantra. El jurado concedió al productor Les Haber un total de 3,5 millones de dólares por sus reclamaciones contra Francis.
Una demanda presentada en 2003 contra Mantra Films, Inc. dio lugar a un pago de 1,1 millones de dólares por parte de la empresa. La denuncia tenía su origen en la práctica de Mantra de inscribir a clientes en programas de continuidad sin su consentimiento. La sanción fue en parte para resarcir a los clientes perjudicados y también una sanción civil.
El 12 de septiembre de 2006, Francis llegó a un acuerdo de culpabilidad en un tribunal de Florida por no documentar adecuadamente las edades de las modelos que aparecían en determinados episodios y por no etiquetar los DVD con información sobre el lugar donde se guardaban dichos registros, tal y como exige la ley federal. Tras ser procesado por el Grupo Especial de Persecución de la Obscenidad y el Tribunal de Distrito de los Estados Unidos para el Distrito Norte de Florida, Francis aceptó pagar 2,1 millones de dólares en multas. La ley en cuestión está diseñada para proteger a los menores de la explotación sexual.
En 2009 se informó de que Mantra Films se había retrasado en el pago de más de 651 000 dólares a la California Franchise Tax Board.